# Bán Béla

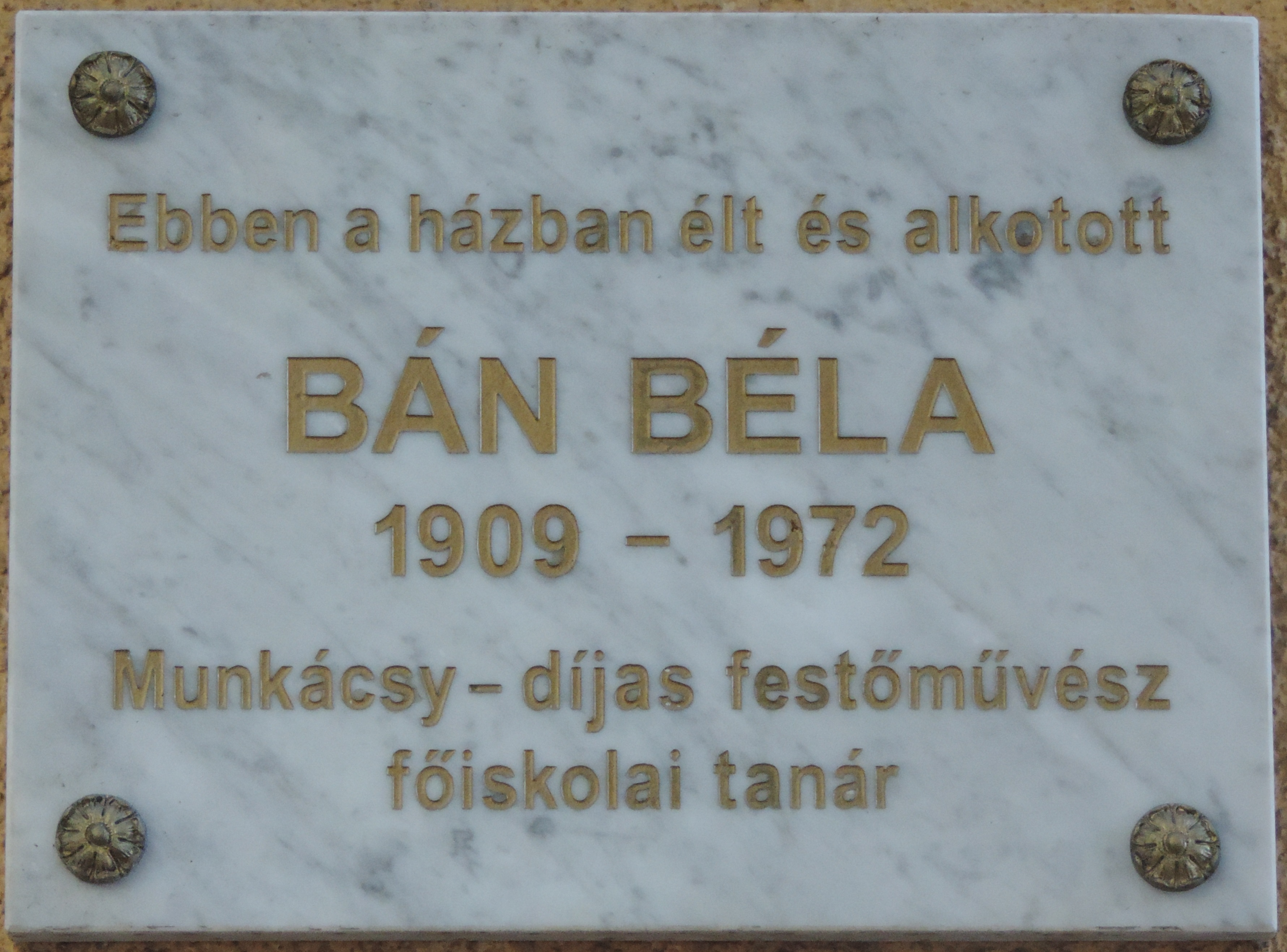
Bán Béla emléktáblája egykori lakhelyén, a Margit körút 64/b szám alatt

Bán Béla (Budapest, 1909. május 14. – Tel-Aviv, 1972. február 6.) kétszeres Munkácsy-díjas festőművész, főiskolai tanár. Festészetében a realizmus expresszív változatától jutott el a szürrealizmusig, de közben belekóstolt a szocialista realizmusba, a kubizmusba és a Kállai Ernő által teoretikusan is megfogalmazott bioromantikába is. Művei megtalálhatók a Fővárosi Képtárban, a Janus Pannonius Múzeumban, a Magyar Nemzeti Galériában, a Szombathelyi Képtárban, és  Székesfehérváron a Városi Múzeumban.

## Életrajz
Zsidó kispolgári, tisztviselő családban született. Szülei Blau Géza és Csillag Róza voltak. Az anyakönyvbe Blau Bélaként jegyezték be, s még 1934-ben is ezzel a vezetéknévvel szignálta egyik-másik alkalmazott grafikai tervét. 
1925–1928 az Iparművészeti Iskola diákja, reklámgrafikusnak készült, mestere Helbing Ferenc volt, majd a Képzőművészeti Főiskola növendéke (1928–1930), mestere, tanára Rudnay Gyula volt. A főiskola után alapító tagja a Szocialista Képzőművészek Csoportjának /a KUT-nak/ (1934), majd az Európai Iskolának.
1935-ben Budapesten házasságot kötött Adorján (Adler) Árpád (1883–1943) és Schlesinger Mária lányával, Líviával.
1953-ban Munkácsy-díjat kapott.
1956-ban emigrált, a korábban kiállításának is helyet adó Franciaországba ment, majd hat évet töltött Argentínában. 1963-tól haláláig Izraelben élt, addigi életművének nagy részét is magával vitte az emigrációba. Tel-Aviv-ban tanszéket kapott a Festészeti Akadémián.
1988-ban hagyatékának nagy részét  családja a magyar államnak ajándékozta. Ezek után  az anyagból a pécsi Janus Pannonius Múzeum a Budapest Galéria és a Szombathelyi Képtár katalógussal kísért emlékkiállítást rendezett.

### Egyéni kiállítások
- Tamás Galéria, Budapest (1936)
- Magyar Képzőművészek Szabadszervezete (1946)
- Galerie Creuze Bálint Endrével, Párizs (1947)
- Magyar Képzőművészek Szabadszervezete (gyűjt.) (1948)
- G. Antigona, Buenos Aires és Hebraica, Buenos Aires (1958)
- G. Van Riel, Buenos Aires (1960)
- G. Van Riel, Buenos Aires (1961)
- G. Galatea, Buenos Aires (1962)
- Painter's Association Pavillion, Tel-Aviv (1965)
- Dugit G., Tel-Aviv • Herzlia M., Tel-Aviv (1968)
- Forradalmi Múzeum, Szombathely (kat.) (1979)
- Janus Pannonius Múzeum, Pécs • Budapest Galéria, Budapest • Szombathelyi Képtár, Szombathely (kat.) (1988-89)

### Válogatott csoportos kiállítások
- Szinyei Társaság, Tavaszi Szalon, Nemzeti Szalon, Budapest (1935)
- Újrealisták, Tamás Galéria, Budapest (1936)
- Szabadság és a Nép, Vasmunkás Székház, Budapest (1942)
- Új romantika, Tamás Galéria, Budapest (1944)
- Szocialista és munkás képzőművészek tavaszi kiállítása, Ernst Múzeum, Budapest (1945)
- Európai Iskola I. kiállítása, Magyar Nők Demokratikus Szövetsége V. ker. szervezete, Budapest (1946)
- Exposition internationale du Surréalisme, Maeght Galerie, Párizs (1947)
- A magyar képzőművészet újabb irányai, Nemzeti Szalon, Közösségi művészet felé, Magyar Képzőművészek Szabadszervezete, Budapest (1948)
- 1-6. Magyar Képzőművészeti kiállítás, Műcsarnok, Budapest (1950–1955)
- Primera exposición de arte moderna, Buenos Aires (1960)
- Exposition painting and sculpture, Tel-Aviv (1964)
- Európai Iskola. A huszadik század magyar művészete, Csók Képtár, Székesfehérvár (1973)
- Újrealisták, Forradalmi Múzeum, Szombathely (1977)
- Az (ismeretlen) Európai Iskola, Budapest Galéria, Budapest (1984)

## Díjak
- 1938 a Szinyei Társaság Tavaszi Szalon kitüntető elismerése
- 1942 II. díj, a "Szabadság és a Nép" freskópályázat
- 1948 III. díj, a Vallás és Közoktatási Minisztérium freskópályázat
- 1950 Munkácsy-díj II. fokozat
- 1953 Munkácsy-díj I. fokozat
- 1966 Nordau-díj